# Termoli
Termoli er en italiensk by (og kommune) i regionen Molise i Italien, med omkring 32.235(2023) indbyggere. 